# Гурка (Бжеський повіт)
Гурка (пол. Górka) — село в Польщі, у гміні Щурова Бжеського повіту Малопольського воєводства.
Населення — 416 осіб (2011).
У 1975-1998 роках село належало до Тарновського воєводства.

## Демографія
Демографічна структура станом на 31 березня 2011 року:
|          | Загалом | Допрацездатний вік | Працездатний вік | Постпрацездатний вік |
| -------- | ------- | ------------------ | ---------------- | -------------------- |
| Чоловіки | 205     | 43                 | 139              | 23                   |
| Жінки    | 211     | 50                 | 114              | 47                   |
| Разом    | 416     | 93                 | 253              | 70                   |